# Górki (województwo opolskie)
Górki (dodatkowa nazwa w j. niem. Gorek) – wieś w Polsce położona w województwie opolskim, w powiecie opolskim, w gminie Prószków.
W okresie hitlerowskiego reżimu w latach 1936-1945 miejscowość nosiła nazwę Kleinberg.
W latach 1954–1959 wieś należała i była siedzibą władz gromady Górki, po jej zniesieniu w gromadzie Wójtowa Wieś. Od 1950 miejscowość administracyjnie należy do województwa opolskiego.